# Arnolfo di Cambio
Arnolfo di Cambio (* um 1240/45 in Colle di Val d’Elsa; † 1302/1310 in Florenz) war ein italienischer Architekt und gotischer Bildhauer. Von Giorgio Vasari wurde er fälschlicherweise als „Arnolfo di Lapo“ bezeichnet, da er annahm, dass der Vater von Arnolfo ein deutscher Baumeister namens Lapo sei.

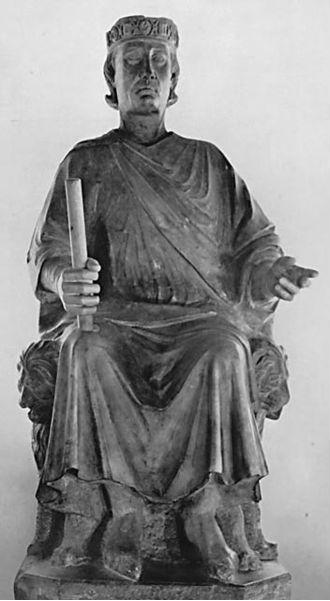
Die Statue Karls von Anjou im Gewand eines Senators. An dieser Statue ist der Einfluss der Antike auf Arnolfo zu erkennen.

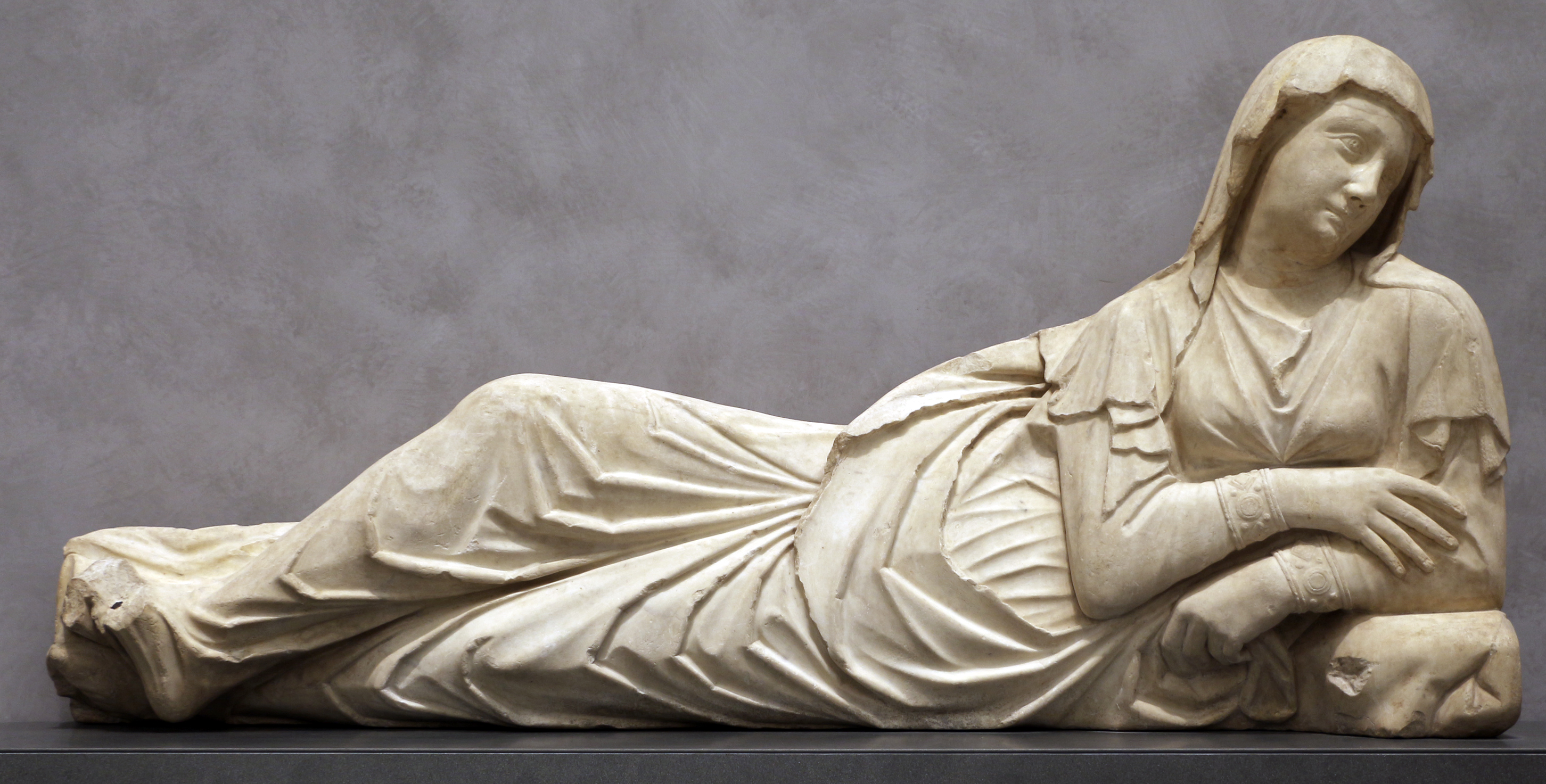
Madonna der Geburt Christi

## Leben und Werk
Arnolfo di Cambio lernte einer späteren Überlieferung zufolge bei Cimabue zeichnen und begann seine künstlerische Laufbahn als Bildhauer. Eine entsprechende Ausbildung erhielt er bei Niccolò Pisano in Pisa, später in Siena, wo er unter seinem Lehrer 1264–67 an der Kanzel des Doms arbeitete. Dort ist er 1265 zum ersten Mal urkundlich nachgewiesen. Am kurz vorher unter Leitung Niccolòs entstandenen Grabmal des Heiligen Dominikus (Arca di San Domenico) in der Kirche San Domenico in Bologna war Arnolfo mutmaßlich bereits beteiligt.
Um 1280 befand sich Arnolfo in Perugia, wo er möglicherweise an der von Niccolò Pisano begonnenen Fontana Maggiore mitarbeitete. Es entstand nachweislich dort als eigenständige Arbeit ein kleinerer Brunnen, der jedoch wegen Mängeln an den Rohren 1308 wieder abgerissen wurde. Dessen erhaltene Fragmente können heute in der Umbrischen Nationalgalerie in Perugia besichtigt werden. In Orvieto schuf Arnolfo für die Kirche Sankt Domenico 1282 das Grabmal des Kardinals de Braye.

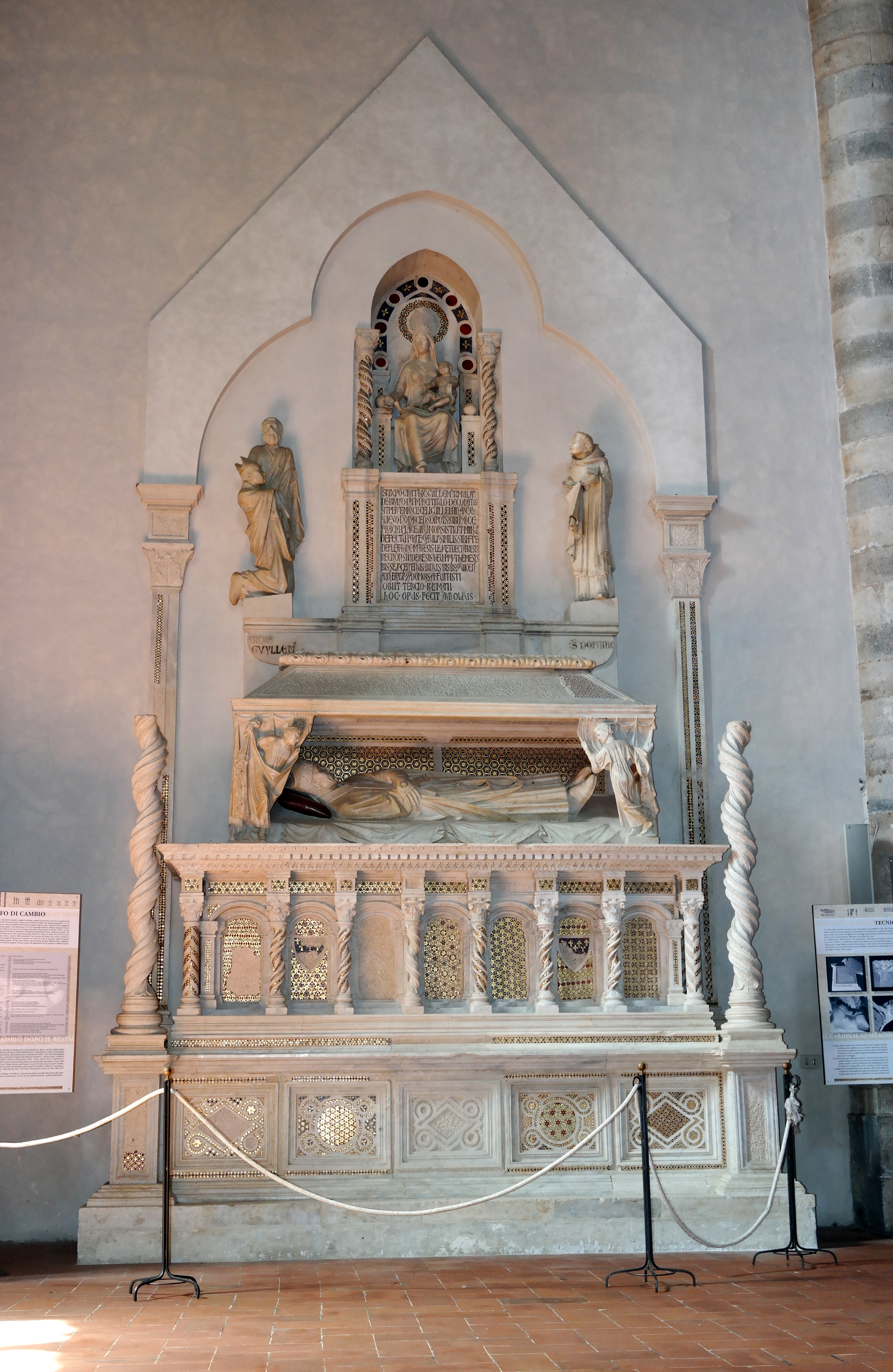
San Domenico, Orvieto

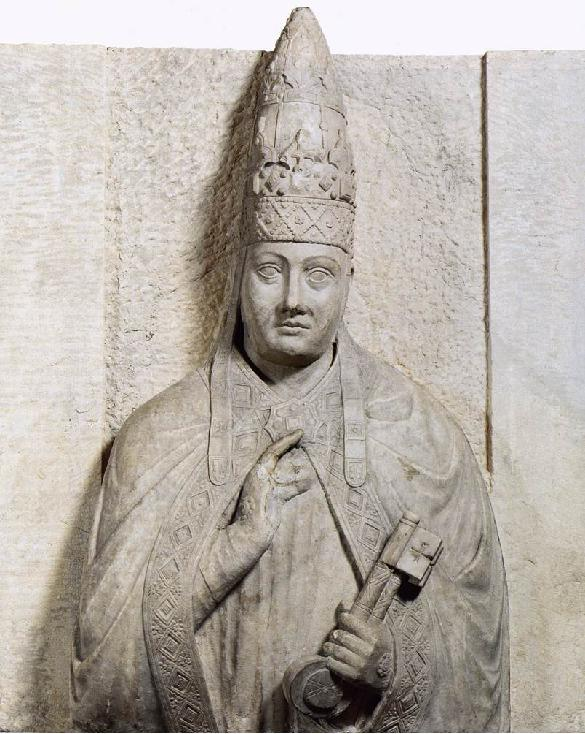
Die Büste des Bonifatius von der Fassade des Florentiner Doms, Museo dell’Opera del Duomo

### Arbeiten in Rom
Schon 1276 hielt sich Arnolfo auch in Rom auf, wo er u. a. für Karl von Anjou tätig war. In einer heute im Kapitolinischen Museum aufbewahrten Statue stellte er den Monarchen nach dem antiken Modell eines römischen Senators dar. Die Zuschreibung an Arnolfo ist jedoch nicht unumstritten. Zu den weiteren bedeutenden römischen Arbeiten Arnolfos gehören die Grabmäler des Kardinals Annibaldi († 1276) mit Einlegearbeiten der Kosmaten in der Lateranbasilika, sowie das von Bonifatius VIII. († 1303) in der Peterskirche, das der Papst schon am Anfang seines Pontifikates in Auftrag gab. Ein Papst wird hier erstmals mit einer zweistufigen Tiara gezeigt. Zum Grabmal gibt es z. B. die Anekdote, dass ein Bischof, als er gefragt wurde, was zu der Schönheit des Grabes noch fehle, antwortete: „Dass Ihr (Bonifatius) darinnen liegt“.
Daneben schuf er die Ziborien über den Altären von Sankt Paul vor den Mauern (1285) und Santa Cecilia in Trastevere (1293) sowie die Bronzestatue des hl. Petrus im Petersdom (um 1290/1300). Diese wird alljährlich am Peter-und-Pauls-Tag mit der Tiara bekrönt. Ein Volksbrauch ist, sie am Fuß zu berühren, wodurch diese bis zur Unkenntlichkeit abgerieben sind.
Das bildhauerische Schaffen Arnolfos ist durch die blockhafte Geschlossenheit und ruhige Konturierung seiner Figuren geprägt, die teils an antike Beispiele anknüpft und diese gekonnt mit der nordeuropäischen Hochgotik verbindet. Sein Werk kann teils zu den Vorläufern der Renaissance gezählt werden. Giotto di Bondone nahm sich seine Figuren als Modell und auch der Figur des Heiligen Petrus an Orsanmichele, die zuweilen Brunelleschi zugeschrieben wird, ist sein Vorbild anzusehen.

### Arnolfo als Architekt
In seinen späten Jahren wandte sich Arnolfo, der mittlerweile umfangreiche Werkstätten in Rom und Florenz unterhielt, zunehmend der Baukunst zu, die er mutmaßlich bei einem Deutschen, „Meister Jakob“, gelernt hatte.
1296 übernahm er das Amt des leitenden Meisters beim Neubau des romanisch-gotischen Florentiner Doms (die Kathedrale Santa Maria del Fiore und Wahrzeichen der Stadt Florenz). Er kam allerdings nicht weit über die Planung hinaus. Die von Arnolfo begonnene Fassade wurde nur in ihrem unteren Geschoss vollendet und 1588 abgerissen. Die hierfür geschaffenen Skulpturen Arnolfos befinden sich heute im Dom-Museum. Die westlichen, von ihm begonnenen Langhausabschnitte fielen um die Mitte des 14. Jahrhunderts weitgehend der Planänderung Francesco Talentis zum Opfer, so dass die architektonischen Anteile Arnolfos am Florentiner Dom heute nur noch erahnt werden können.
Neben diesem Großprojekt werden ihm auch entscheidende Anteile bei der Errichtung weiterer hochbedeutender Florentiner Bauten angerechnet, so plante und baute er die 1294 begonnene Franziskanerkirche Santa Croce und deren Kreuzgänge, restaurierte das Baptisterium San Giovanni und plante den Grundriss des Palastes der Signoria, des Palazzo Vecchio. Die Planung der florentinischen Gründungsstadt (terra nuova) Castel San Giovanni (ab 1296) wird seit Vasari, der in seinen Vite Arnolfo eine Biographie widmete, ihm ebenfalls zugeschrieben. Auch plante er möglicherweise den ab 1290 gebauten Dom von Orvieto.
Sein Bildnis ist der Nachwelt angeblich auf einem Gemälde Giottos, in dem Tod des hl. Franziskus in der Kirche Santa Croce, als eine der Gestalten, die im Vordergrund miteinander sprechen, erhalten.

### Werke Arnolfos in Rom

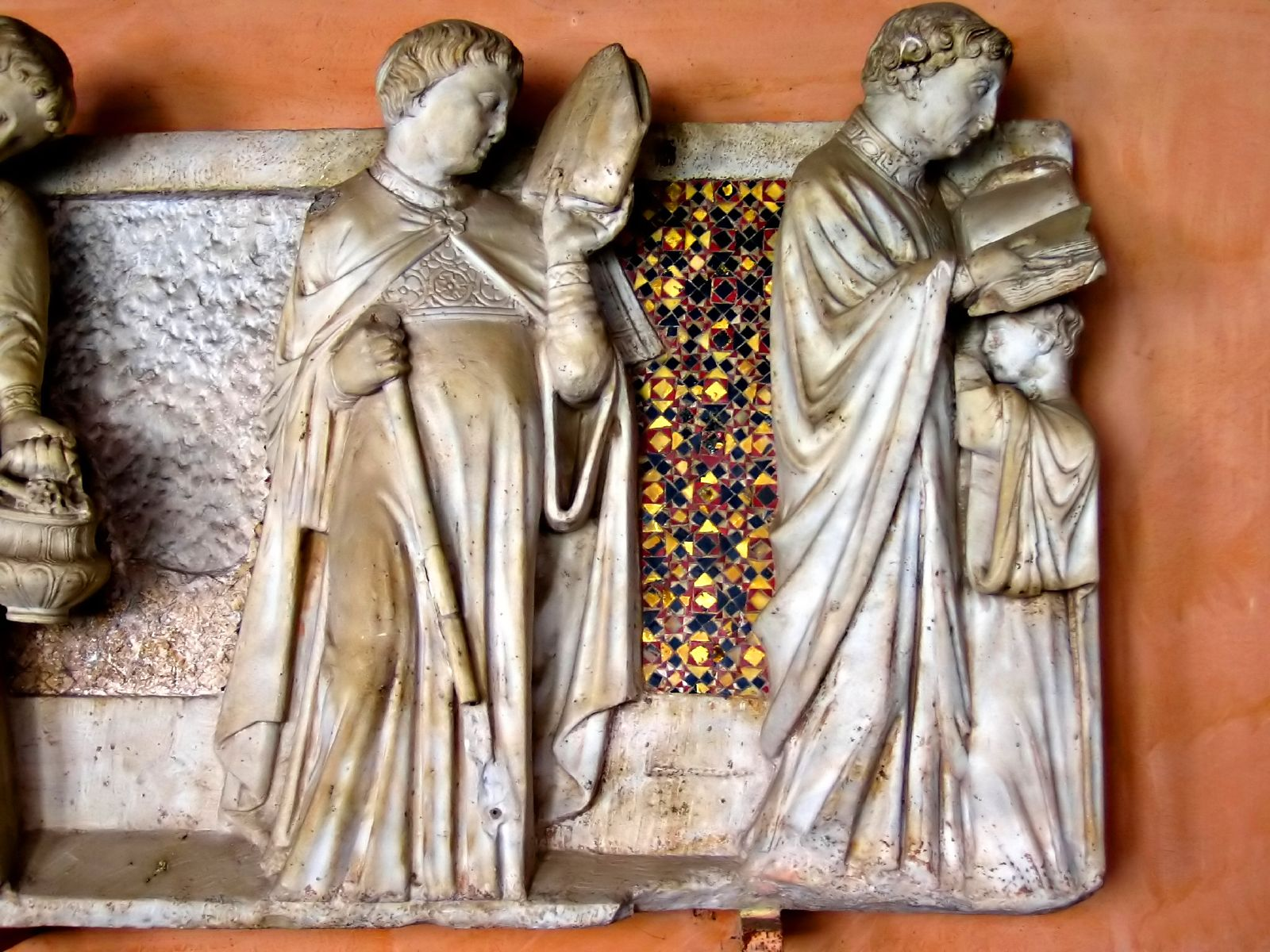
Detail des Grabes von Kardinal Riccardo Annibaldi im Lateran
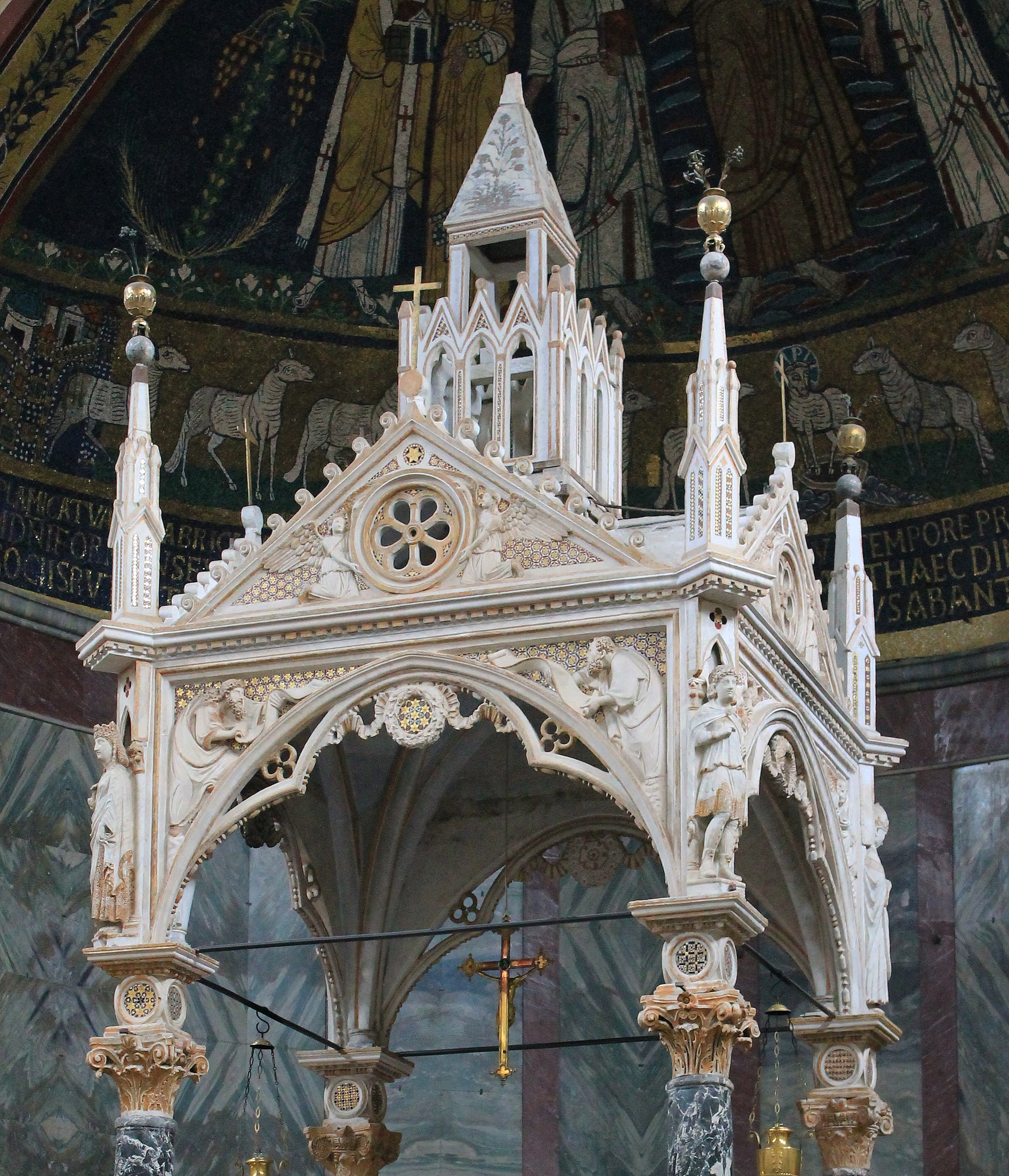
Ziborium über dem Altar der Santa Cecilia in Trastevere, Rom
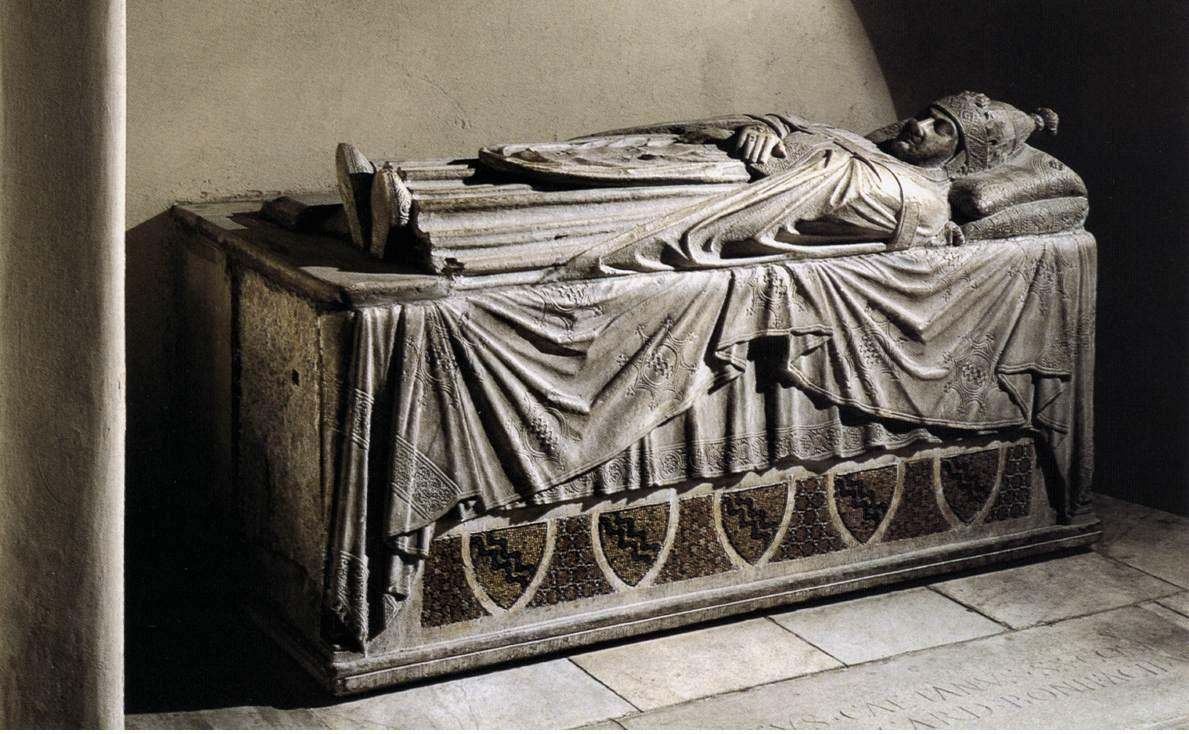
Grabmal Bonifaz VIII., heute in den Vatikanischen Grotten
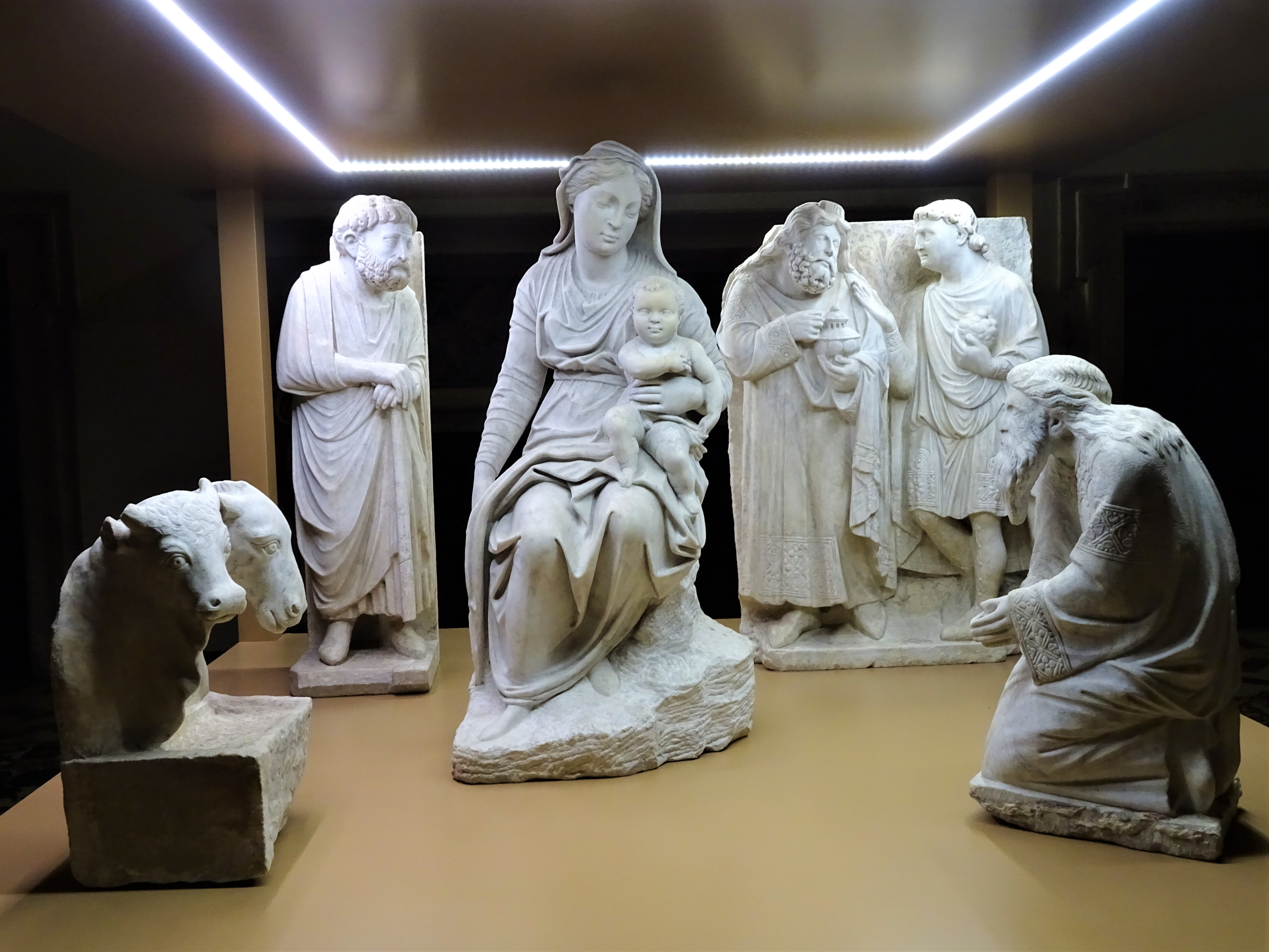
Krippenfiguren aus Santa Maria Maggiore

### Werke Arnolfos im Museo dell'Opera del Duomo, Florenz

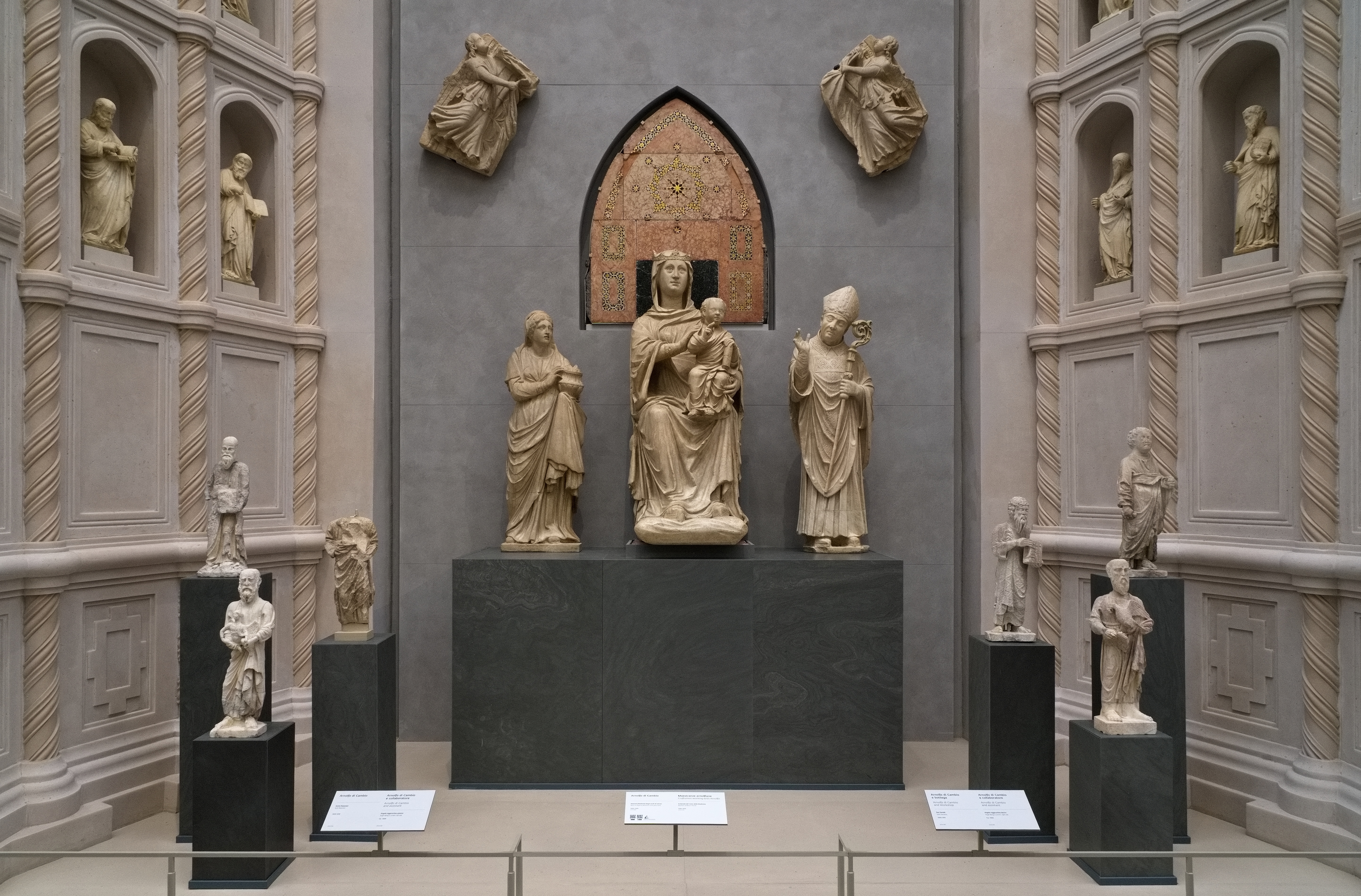
Madonna mit den Glasaugen zwischen den Hl. Reparata und Zenobius
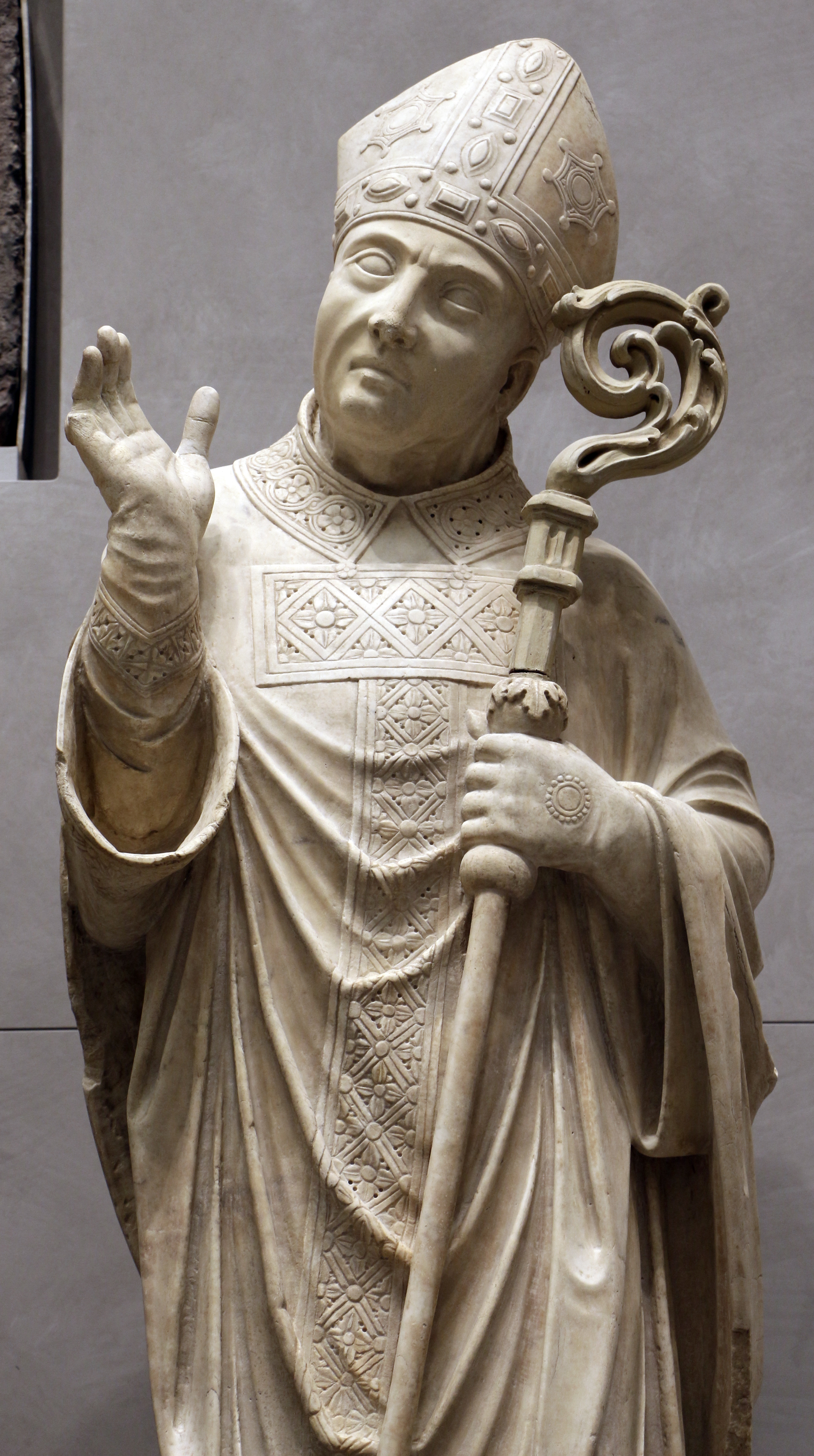
Sankt Zenobius
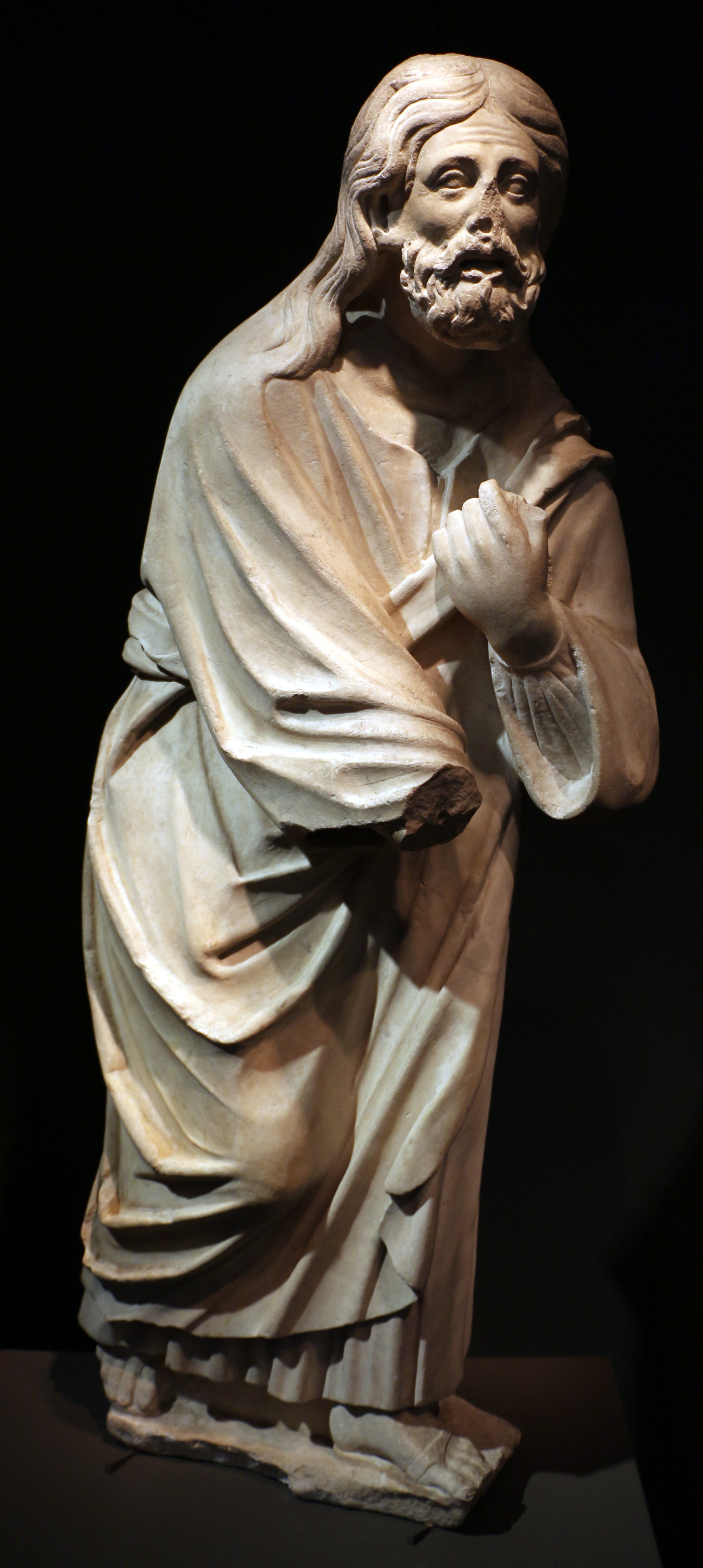
Sankt Andreas
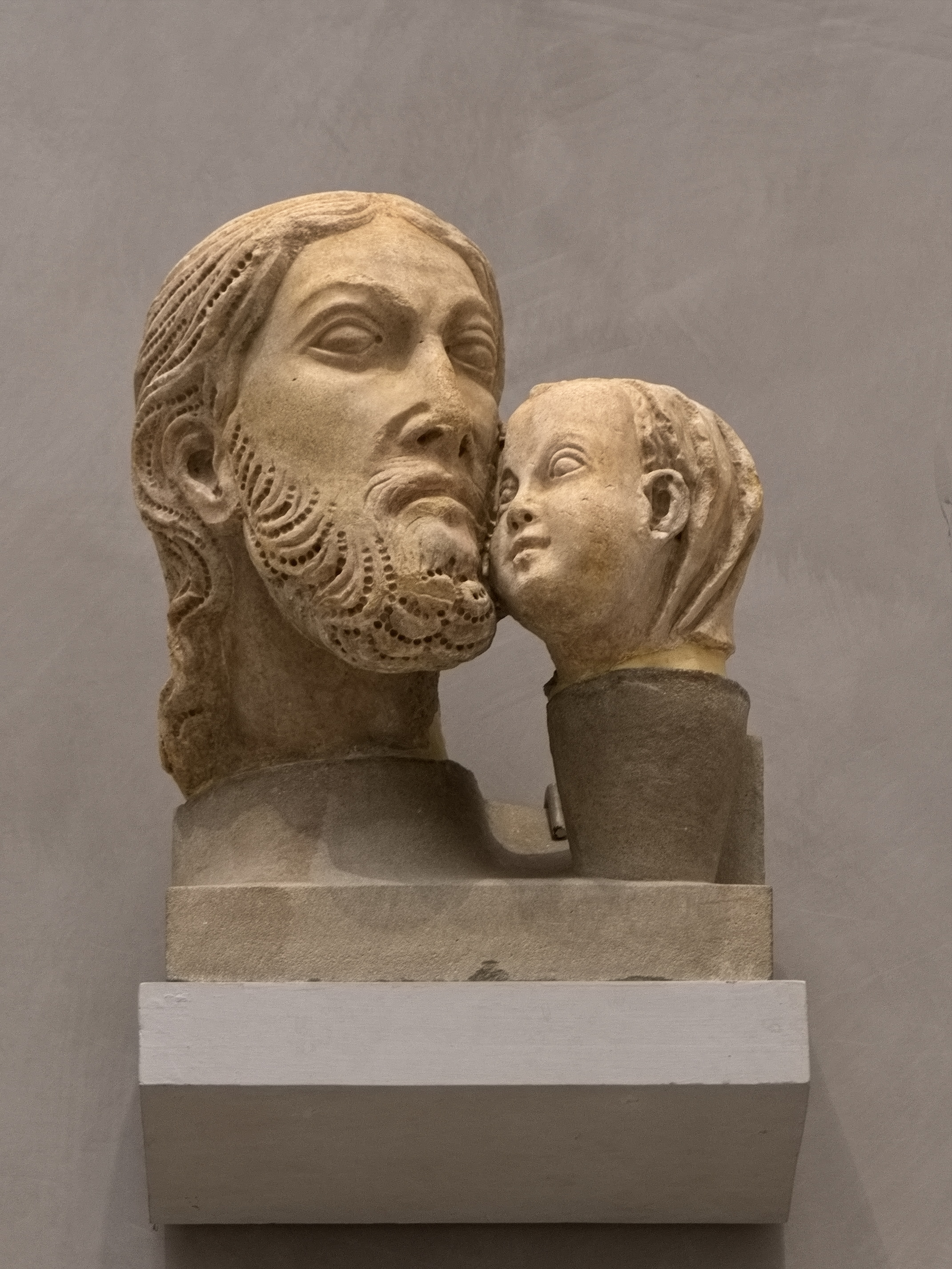
Christus trägt die Seele der Jungfrau
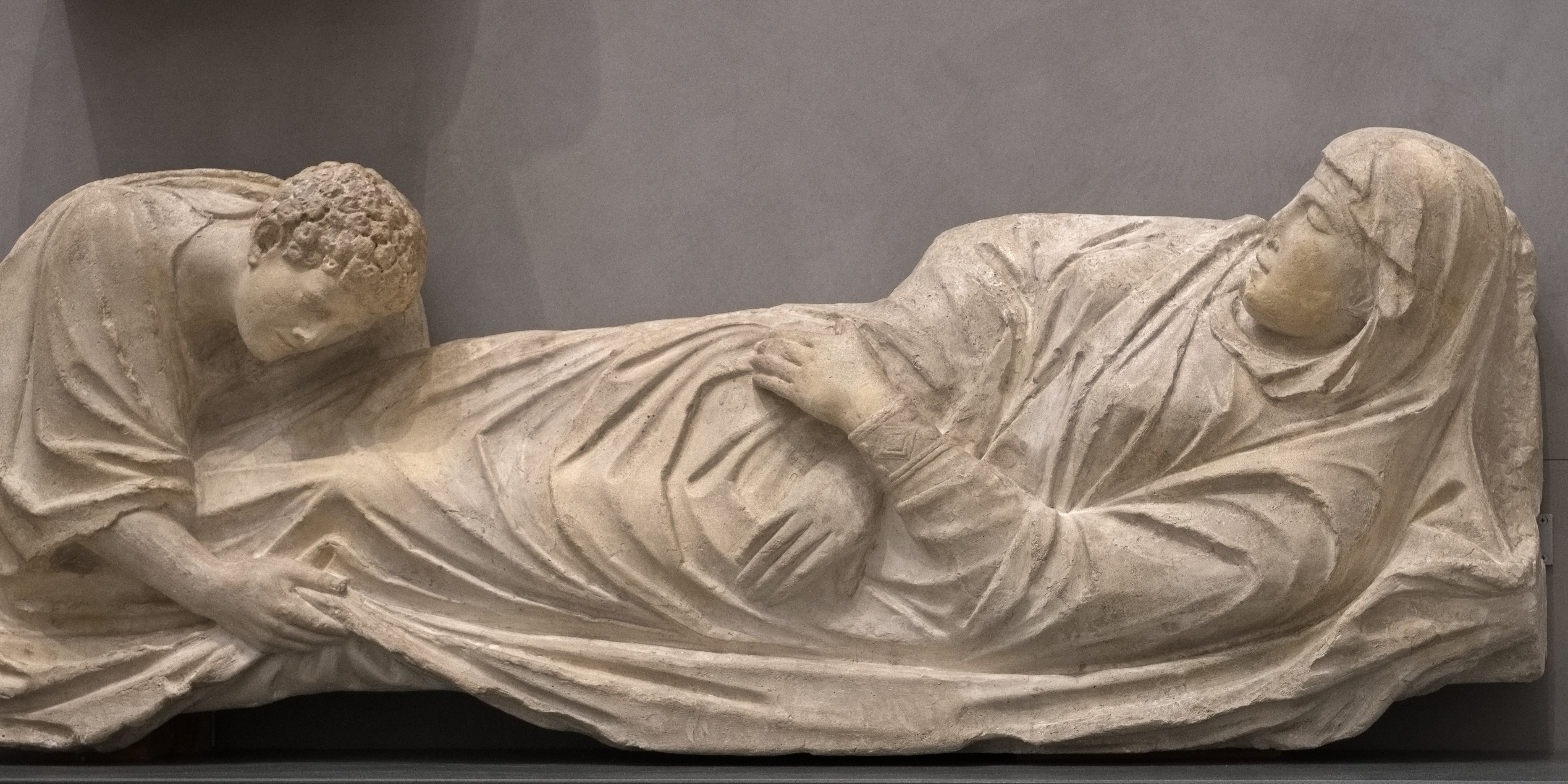
Dormitio virginis (Kopie)
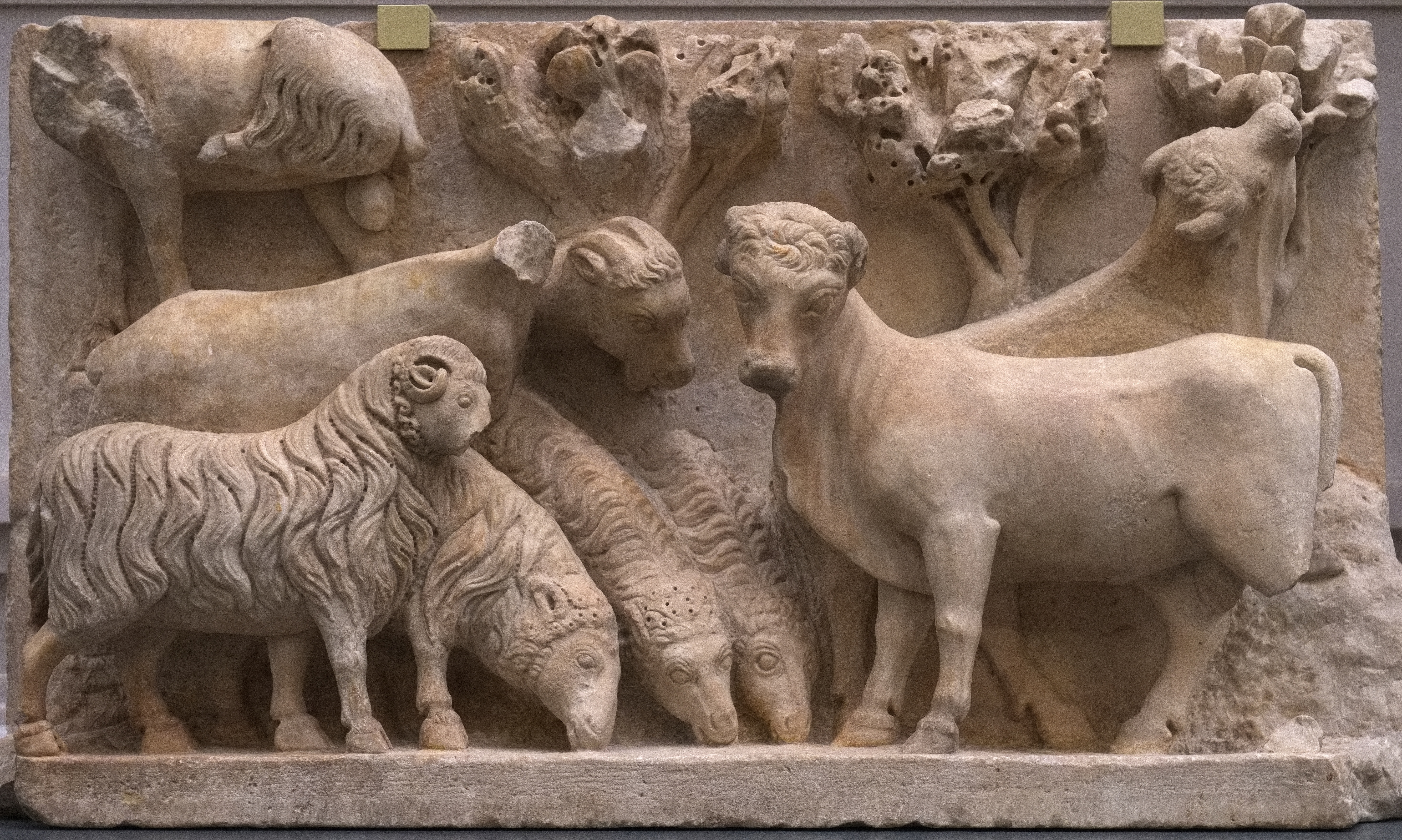
Schafe und Ochsen der Christi Geburt